# نبرد حرامزادگان
«نبرد حرامزادگان» (به انگلیسی: Battle of the Bastards) نهمین اپیزود از فصل ششم سریال درام-فانتزی آمریکایی، بازی تاج‌وتخت و به‌طور کلی پنجاه و نهمین اپیزود پخش شده از این مجموعه است. این اپیزود در تاریخ ۱۹ ژوئن ۲۰۱۶ از شبکه کابلی اچ‌بی‌او به نمایش درآمد.
نام این قسمت اشاره به نبرد میان رمزی بولتون و جان اسنو دارد که هر دو حرامزاده هستند. بیشتر حوادث این قسمت مربوط به این نبرد هست؛ هرچند که خط داستانی دنریس تارگرین هم در آن گنجانده شده‌است.
نبرد حرامزادگان نقدها و تحسین‌های جهانی را دریافت کرد و از آن به عنوان یکی از بهترین قسمت‌های سریال نام برده شد.

## داستان

### در مرین
دنریس و تیریون درصدد مقابله کردن با برده دارانی هستند که به شهر حمله کرده‌اند. آنها با برده داران وارد مذاکره می‌شوند و دنریس به برده داران پیشنهاد تسلیم شدنشان را می‌دهد. در همین حال دنریس سوار یکی از اژدهاهایش می‌شود و همراه دیگر اژدها کشتی‌هایی را که به مرین حمله کرده‌اند را به آتش می‌کشد. گری ورم هم دو نفر از رهبران حمله را می‌کشد. در همین حال نیز داریو با ارتش دوتراکی‌ها وارد دروازه شهر شده و ارتش پسران هارپی را نابود می‌کند.
کمی بعد یارا و تیون گریجوی وارد هرم مرین می‌شوند و با دنریس مذاکره می‌کنند. آن‌ها ناوگان کشتی‌های خود را به دنریس پیشنهاد می‌کنند در صورتی که دنریس یورن گریجوی را از بین ببرد و جزایر آهن را به رسمیت بشناسد. دنریس هم این شرط را قبول می‌کند ولی در صورتی که جزایر آهن دست از تجاوز و حمله بردارند.

### در شمال
قبل از نبرد، جان اسنو و سانسا استارک به همراه تورموند و داوس سیورث با رمزی بولتون ملاقات می‌کنند. رمزی به جان و خاندانی که به جان ملحق شده‌اند پیشنهاد صلح می‌دهد اما این پیشنهاد پذیرفته نمی‌شود. جان که با ریخته شدن خون افراد هر دو ارتش مخالف است، به رمزی پیشنهاد نبرد تن به تن می‌دهد که این پیشنهاد هم باز پذیرفته نمی‌شود.
شب قبل از نبرد، جان به همراه سانسا و تورموند و داوس به تحلیل نبرد می‌پردازند و سانسا به جان هشدار می‌دهد که هرکاری که رمزی می‌خواهد که جان انجام دهد را انجام ندهد. همچنین وی پیش‌بینی می‌کند که ریکان خواهد مرد. سپس جان از ملیساندرا می‌خواهد که در صورت شکست خوردن در نبرد، او را زنده نکند. در همان موقع داوس با پیدا کردن مجسمهٔ گوزن در میان هیزم‌های سوخته شده متوجه مرگ هولناک «شیرین» می‌شود.
روز بعد، قبل از نبرد، رمزی ریکان را همراه خودش می‌آورد و او را آزاد می‌کند. به وی می‌گوید که می‌بایست به سوی جان بدود. هنگامی که ریکان به سوی جان گام برمی‌دارد رمزی به سمت ریکان تیر پرتاب می‌کند. با وجود تلاش‌های جان، ریکان تیر خورده و می‌میرد. جان احساساتی شده و به سوی ارتش بولتون هجوم می‌آورد. ارتش او هم همراه وی به سوی ارتش بولتون هجوم می‌آورد.
در زمانی که ارتش جان نزدیک به فروپاشی و نابودی هست، پیتر بیلیش و شوالیه‌های ویل به کمک وی می‌آورند و ارتش بولتون‌ها را از میان می‌برند. رمزی که خود را در حال شکست می‌بیند، به سوی وینترفل بر می‌گردد ولی ارتش جان به سوی قلعه هجوم می‌آورند و جان رمزی را کتک می‌زند.
در آخر، جسد ریکان در سردابه وینترفل نزدیک قبر ند استارک دفن می‌گردد و رمزی خوراک سگ‌های شکاری خودش می‌شود. در آخرین سکانس سانسا که مرگ رمزی را می‌بیند، با لبخندی سگدانی را ترک می‌کند.